# Strafrecht (Nederland)

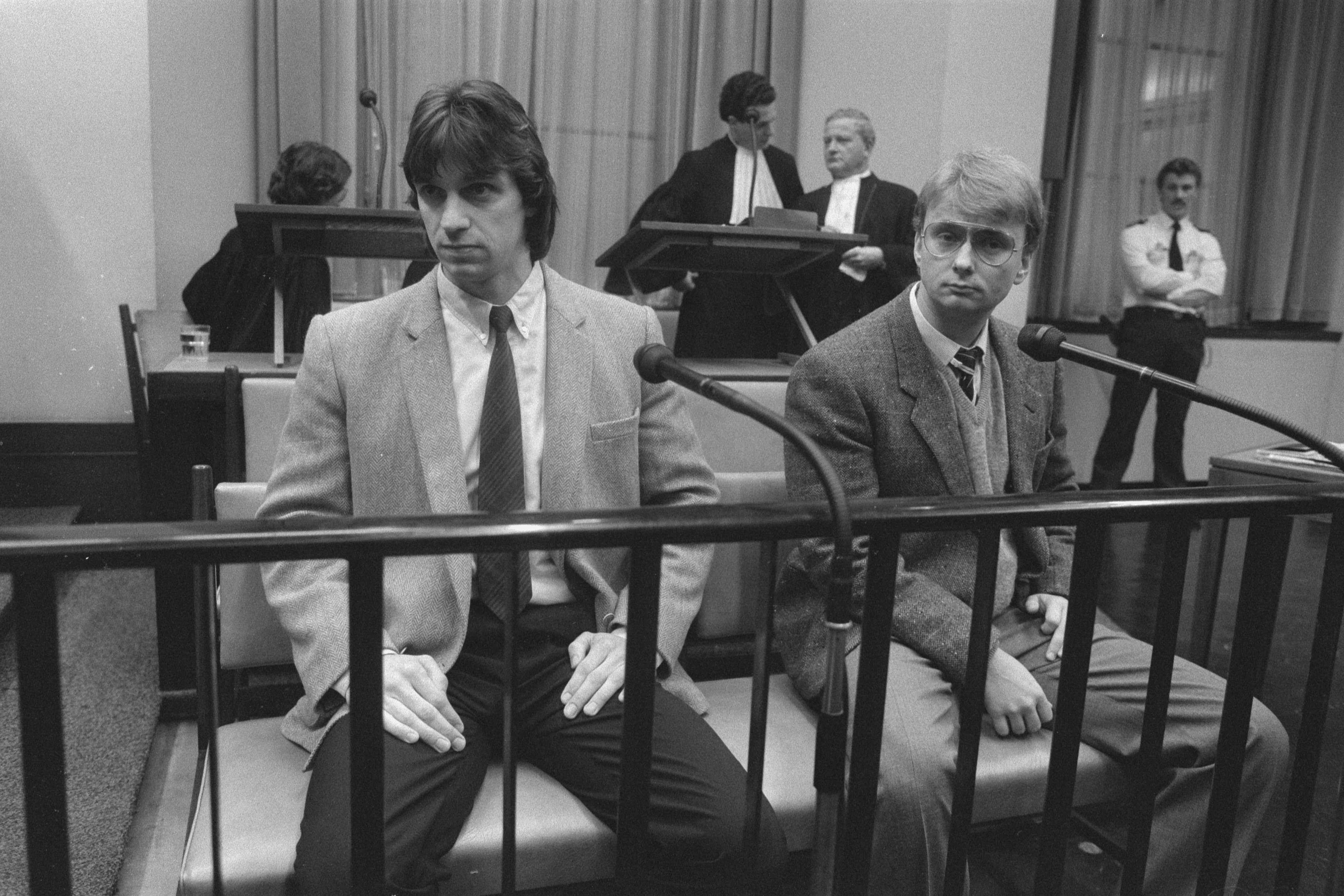
Het proces tegen Heinekenontvoerders Cor van Hout en Willem Holleeder illustreert de toepassing van strafrecht op georganiseerde misdaad,

Het strafrecht is dat deel van het recht dat toepasbaar is als iemand verdacht is van het begaan van een strafbaar feit. Daarnaast zijn er nog bepaalde boetes (al of niet met een andere formele naam) die buiten het strafrecht vallen.

## Materieel strafrecht
In het strafrecht zijn de regels vastgelegd waaraan burgers zich moeten houden. Houdt iemand zich niet aan deze regels, dan pleegt hij een strafbaar feit en kunnen er straffen en/of maatregelen volgen, zie ook Openbaar Ministerie.
Er zijn twee soorten strafbare feiten: overtredingen en misdrijven. Overtredingen zijn relatief lichte vergrijpen, misdrijven zijn ernstigere feiten. Alle strafbare feiten staan in wetten, bijvoorbeeld in het Wetboek van Strafrecht, de Opiumwet en de Wegenverkeerswet.
Van een strafbaar feit is sprake als de gedraging valt onder de bestanddelen van de delictsomschrijving, het gedrag wederrechtelijk (in strijd met het recht) is en de dader verwijtbaar heeft gehandeld. Als de termen schuld of wederrechtelijkheid in de delictsomschrijving (de omschrijving van het strafbare feit) staan, dan worden dit bestanddelen genoemd. Zijn de termen wederrechtelijkheid en schuld niet als bestanddeel in de delictsomschrijving opgenomen, dan worden wederrechtelijkheid en verwijtbaarheid (de benaming voor schuld als element) aangemerkt als elementen.

### Uitbreiding van de strafbaarheid
Verder is niet alleen het plegen van een voltooid delict strafbaar, maar ook de poging tot en de voorbereiding van een misdrijf zijn strafbaar (respectievelijk art. 45 en art. 46 Wetboek van Strafrecht). Bij poging openbaart zich een begin van uitvoering van een misdrijf. Te denken valt aan de inbreker die probeert een deur te forceren en door de politie op heterdaad wordt betrapt. Bij strafbare voorbereiding moet men denken aan het aanschaffen van een vuurwapen om daarmee een misdrijf te plegen.
Als er echter sprake is van vrijwillige terugtred (art. 46b Wetboek van Strafrecht) van de dader en hij zijn handelingen uit eigen wil staakt, is hij niet strafbaar voor poging of voorbereiding. Het gaat dan om een situatie waarbij bijvoorbeeld een inbreker een deur probeert te forceren, maar al vóór het voltooien van de inbraak zich bedenkt en vertrekt.
Een andere vorm van uitbreiding van strafbaarheid is de deelneming aan een strafbaar feit door derden. Hier onderscheidt men vier soorten deelneming:
1. Doen plegen: iemand laat een strafbaar feit plegen door iemand anders, die hiervan niet op de hoogte is en een 'willoos werktuig' was. De eigenlijke uitvoerder van het delict is niet strafbaar.
2. Uitlokking (art. 47 Wetboek van Strafrecht): dit is eveneens een soort 'doen plegen', maar hierbij is de eigenlijke uitvoerder eveneens strafbaar omdat hij wist van de strafbare handeling(en). Een voorbeeld hiervan is de huurmoord. Uitlokking wordt vaak gedaan door middel van giften (geld), beloften, geweld, bedreiging of misleiding.
3. Medeplegen: Twee of meer personen plegen samen een strafbaar feit. Meestal wordt bij veroordeling aan beide daders een even hoge straf opgelegd, maar er wordt ook wel rekening gehouden met de individuele omstandigheden van de afzonderlijke dader.
4. Medeplichtigheid (art. 48 Wetboek van Strafrecht): medeplichtigen helpen opzettelijk bij het plegen van een misdrijf en/of verschaffen de uitvoerder inlichtingen/middelen/gelegenheid. Een voorbeeld van medeplichtigheid is, als iemand op de uitkijk staat bij een inbraak. Bij samenloop tussen medeplichtigheid en medeplegen, is het volgens vaste jurisprudentie vaak een veroordeling op basis van medeplegen.

### Delicten in dronkenschap/onder invloed gepleegd
Artikel 47 van het oorspronkelijk regeringsontwerp (ORO) inzake het Wetboek van Strafrecht uit 1881 bevatte nog de term bewusteloosheid. Dit is later geschrapt en niet teruggekeerd in het uiteindelijke art. 39 van het Wetboek van Strafrecht over ontoerekeningsvatbaarheid. Men ziet het plegen van een delict onder invloed van alcohol of drugs als een vorm van culpa in causa (schuld aan de oorzaak): men heeft weliswaar geen schuld aan het delict, maar wel aan het nuttigen van de alcohol of drugs en daarmee bewust de aanmerkelijke kans aanvaard dat men iets zou kunnen gaan doen waar men later spijt van zou krijgen. Een beroep op ontoerekeningsvatbaarheid zal daarom falen.
In sommige wetsbepalingen is 'het onder invloed zijn' zelfs als een delictsbestanddeel opgenomen zoals het rijden onder invloed (art. 8 Wegenverkeerswet) en verkeersbelemmering/verstoring van de openbare orde onder invloed (art. 426 Wetboek van Strafrecht).
Ook kan het als strafverzwarende omstandigheid werken bij een veroorzaken van lichamelijk letsel of een overlijden bij een verkeersongeval (artikelen 6 en 175 lid 3 Wegenverkeerswet). De daarop gestelde gevangenisstraffen kunnen dan met de helft worden verhoogd.
Als men echter zonder dat men het weet, alcohol of een andere drug krijgt toegediend en vervolgens een strafbaar feit pleegt, zou men zich kunnen beroepen op de ongeschreven schulduitsluitingsgrond afwezigheid van alle schuld (avas).

### Daderschap van de privaatrechtelijke rechtspersoon
Sinds 1976 is het in het algemene strafrecht in Nederland mogelijk om rechtspersonen strafrechtelijk te vervolgen. Het kreeg een plaats in art. 51 Wetboek van Strafrecht. Vóór 1976 was strafbaarheid van de rechtspersonen al mogelijk op grond van het destijds geldende art. 15 lid 2 van de Wet op de economische delicten en op grond van sommige belastingwetten. Sinds 1976 kunnen zowel natuurlijke personen als rechtspersonen dader zijn van een strafbaar feit. Het gaat in deze situatie om strafbare feiten die worden gepleegd door bijvoorbeeld een besloten vennootschap (B.V.).
Volgens art. 51 lid 3 Wetboek van Strafrecht gaat het niet alleen om rechtspersonen die strafbaar kunnen zijn, maar ook de maatschap, de vennootschap zonder rechtspersoonlijkheid en het doelvermogen kunnen dader zijn van een strafbaar feit.
Naast de rechtspersoon zelf kunnen de 'feitelijk leidinggevenden' en opdrachtgevers strafrechtelijk worden vervolgd (art. 51 lid 2 Wetboek van Strafrecht). Bij een directeur heeft het Openbaar Ministerie de vrijheid hem als natuurlijk persoon te vervolgen of hem als feitelijk leidinggevende van de rechtspersoon al dan niet samen met die rechtspersoon te vervolgen.
Er wordt vaak aansluiting gezocht bij het arrest van de Hoge Raad inzake Kleuterschool Babbel uit 1979 (gepubliceerd in NJ 1980, 34). Dit arrest ging over de toerekening van de onrechtmatige daad van een natuurlijk persoon aan een publiekrechtelijke rechtspersoon en het terrein van het civiel recht. Toch wordt binnen het strafrecht hierbij aansluiting gezocht in die zin dat het belangrijk is of de gedraging van een natuurlijk persoon binnen de rechtspersoon kan worden gezien als gedraging van die rechtspersoon.
Er wordt dan ook niet snel daderschap van de rechtspersoon aangenomen wanneer de strafbare handeling van een aldaar werkzame natuurlijke persoon niet kan worden gezien als gedraging van die rechtspersoon. In praktijk blijkt het het bijna onmogelijk om aangifte tegen bijvoorbeeld een aannemer te doen. hierover wordt letterlijk geklaagd in een nederlands televisie programma genaamd "Opgelicht" van Avro/Tros waar letterlijk (kleine) aannemersbedrijven worden gevolgd tot AAN het politiebureau, waarna blijkt dat de aangifte geweigerd wordt door de dienstdoende officier van justitie.
De feitelijk leidinggevenden of opdrachtgevers kunnen pas worden vervolgd als ook de rechtspersoon kan worden vervolgd.
De opdrachtgevers hebben een nauwere band met het verboden gedrag van de rechtspersoon dan de feitelijk leidinggevenden. Bij opdracht geven gaat het immers om het initiatief nemen tot het verboden gedrag.
Bij een feitelijk leidinggevende gaat het om een persoon die incidenteel dan wel structureel een leidinggevende functie vervult binnen de rechtspersoon en de daarbij behorende verantwoordelijkheid draagt (of althans behoort te dragen) en die enigszins bij de bedrijfsvoering van de rechtspersoon is betrokken. Het is hierbij niet van belang of iemand in juridisch opzicht leidinggevende is (dat wil zeggen: ingeschreven staat als bestuurder/directeur), maar of die persoon feitelijk de leiding heeft.
In de uitspraken van de Hoge Raad rondom de Slavenburg's bank van respectievelijk 19 november 1985 (NJ 1985, 125 en 126) en het vervolg daarop van 16 december 1986 (NJ 1987, 321 en 322) werd aangegeven welke criteria gelden bij het aannemen van 'feitelijk leiderschap'. In de eerste twee uitspraken van 19 november 1985 oordeelde Hoge Raad nog dat de feitelijk leidinggevende op de hoogte moest zijn van de strafbare gedraging(en) en hij hoewel hij daartoe bevoegd was, niet had ingegrepen.
In de vervolg uitspraken van 16 december 1986 oordeelde de Hoge Raad, dat er sprake moest zijn van een voorwaardelijk opzet van de leidinggevende: sinds deze op de hoogte was van het strafbare feit, heeft hij nagelaten maatregelen hiertegen te nemen (hoewel hij daartoe bevoegd was) en daardoor bewust de aanmerkelijke kans aanvaard dat de verboden gedragingen zich zullen voordoen.
De leidinggevende hoeft niet dezelfde vorm van opzet te hebben die is vereist voor het toepasselijke strafbare feit van de rechtspersoon, maar voorwaardelijk opzet van de leidinggevende is voldoende.

#### Daderschap van depubliekrechtelijkerechtspersoon
Bij publiekrechtelijke rechtspersonen gaat het om staten, openbare lichamen in de zin van hoofdstuk 7 van de Grondwet (zoals provincies, waterschappen en gemeentes) en de overige publiekrechtelijke rechtspersonen zoals de Raad van Arbeid en de Nederlandse orde van advocaten.

##### Vervolgbaarheid van deNederlandse staat
De staat zou zich in principe schuldig kunnen maken aan strafbare feiten zoals milieudelicten. Toch heeft de Hoge Raad in het Arrest Vliegbasis Volkel van 25 januari 1994 (NJ 1994, 598) inzake de Vliegbasis Volkel beslist dat de Nederlandse staat niet strafrechtelijk vervolgd kan worden.

##### Vervolgbaarheid van buitenlandse staten
Er is tot op heden nog geen jurisprudentie over de mogelijkheid van strafbaarheid van buitenlandse staten. In het internationale recht is het wel mogelijk dat de ene staat de andere staat aansprakelijk kan stellen.

##### Vervolgbaarheid van de openbare lichamen in de zin van hoofdstuk 7 van de Nederlandse Grondwet
Het gaat hierbij om de strafrechtelijke vervolging van provincies, waterschappen, gemeentes en overige openbare lichamen zoals de openbare lichamen voor beroep en bedrijf.
Over de vraag of andere overheden dan de Nederlandse staat strafrechtelijk vervolgd konden worden, gingen de twee Pikmeerarresten. Uiteindelijk oordeelde de Hoge Raad in het arrest Pikmeer II van 6 januari 1998 (NJ 1998, 367) dat wanneer de strafbare handeling als uitsluitend een overheidstaak kan worden gezien, een provincie/waterschap/gemeente/overig openbaar lichaam niet strafrechtelijk kan worden vervolgd. Voor een handeling die eventueel geprivatiseerd kon worden, zoals het storten van vervuild slib, kon deze openbare lichaam wel strafrechtelijk worden vervolgd.

##### Vervolgbaarheid van overige publiekrechtelijke rechtspersonen
Het gaat hierbij om rechtspersonen die niet worden genoemd in het hiervoor aangehaalde hoofdstuk 7 van de Nederlandse Grondwet. Hierbij kan worden gedacht aan de Raad van Arbeid en de Nederlandse orde van advocaten. In de jurisprudentie is een voorbeeld bekend waarin de Rijksuniversiteit Groningen strafrechtelijk werd vervolgd wegens overtreding van de Monumentenwet. In het zogeheten Grafheuvel-arrest van 10 november 1987 (NJ 1988, 303) bepaalde de Hoge Raad dat de Rijksuniversiteit Groningen (universiteiten in het algemeen) zich niet kan beroepen op strafrechtelijke immuniteit.

##### De vervolgbaarheid van feitelijk leidinggevenden van een publiekrechtelijke rechtspersoon
In de beide Pikmeerarresten werd beslist, dat wanneer een publiekrechtelijke rechtspersoon (in de zin van hoofdstuk 7 van de Grondwet) niet strafrechtelijk vervolgd kan worden, de leidinggevende of opdrachtgever ook niet strafrechtelijk vervolgd kan worden.
De betreffende ambtenaren en mensen die via andere contracten bij deze publiekrechtelijke rechtspersonen werkzaam waren, kunnen echter wel op grond van 'eigen daderschap' strafrechtelijk worden vervolgd.

#### Ontbonden en opnieuw opgerichte rechtspersonen
Bij natuurlijke personen geldt dat het recht tot strafvordering vervalt als de verdachte is overleden (art. 69 Wetboek van Strafrecht), wat een reden is tot niet-ontvankelijkheid van het Openbaar Ministerie (zie hierna bij de derde formele vraag in de zin van art. 348 Wetboek van Strafvordering). Ook geldt bij natuurlijke personen dat het recht tot uitvoering van de straf of maatregel vervalt door de dood van de verdachte als deze in die fase van het strafproces overlijdt, met uitzondering van de ontneming van wederrechtelijk verkregen voordeel (art. 75 Wetboek van Strafrecht).

##### Ontbonden rechtspersonen
Uit een arrest van de Hoge Raad van 8 maart 1994 (NJ 1994, 408) blijkt dat er aansluiting kan worden gezocht bij het bovengenoemde art. 69 Wetboek van Strafrecht als het voor derden duidelijk kenbaar is dat de rechtspersoon is ontbonden, bijvoorbeeld door publicatie in het Handelsregister van de Kamer van Koophandel en de strafrechtelijke vervolging pas daarna is gestart. In dat geval is het Openbaar Ministerie niet-ontvankelijk en moet de strafvordering worden gestaakt. Wordt echter hangende de strafvervolging de rechtspersoon ontbonden, dan kan deze nog gewoon strafrechtelijk worden vervolgd.
De Hoge Raad oordeelde in een arrest van 24 november 1987 (NJ 1988, 395) dat uitvoering van de straf gewoon kan worden voortgezet nadat de rechtspersoon is ontbonden. Dit is anders bij de uitvoering van een straf van een natuurlijk persoon nadat deze is overleden (art. 75 Wetboek van Strafrecht).

##### Opnieuw opgerichte rechtspersonen
Een ontbonden rechtspersoon kan worden voortgezet door een nieuwe rechtspersoon, terwijl er sprake is van een identiteit tussen de nieuwe en de oude rechtspersoon. Uit het arrest Atlantic-aardolie van de Hoge Raad van 28 oktober 1980 (NJ 1981, 123) blijkt dat in ieder geval in die situatie de nieuwe rechtspersoon strafrechtelijk kan worden vervolgd.
De Hoge Raad blijkt deze regel echter niet (zo snel) te volgen bij overname van de ene vennootschap onder firma (v.o.f.) door de andere v.o.f. Zie hierbij het arrest inzake 'Snackbar H.' van de Hoge Raad van 13 oktober 1998 (NJ 1999, 498).

### Uitsluiting van de strafbaarheid
De strafbaarheid kan worden uitgesloten door strafuitsluitingsgronden, die worden onderscheiden in rechtvaardigingsgronden en schulduitsluitingsgronden

#### Rechtvaardigingsgronden
De rechtvaardigingsgrond nemen de wederrechtelijkheid aan de gedraging weg. Het feit is dan niet strafbaar. De rechtvaardigingsgronden zijn:
1. Overmacht (art. 40 Wetboek van Strafrecht): Iemand moet een keuze maken tussen zijn wettelijke plicht en zijn morele plicht en kiest voor zijn morele plicht. Er is dan sprake van een noodtoestand. Een klassiek arrest hierbij is het Opticien-arrest uit 1923.
2. Noodweer (art. 41 lid 1 Wetboek van Strafrecht): Iemand handelt uit zelfverdediging. Vereist hiervoor is dat er sprake is van een wederrechtelijke aanranding van lijf, eerbaarheid of goed. Met eerbaarheid wordt hier de seksuele eerbaarheid bedoeld. Verdedigen tegen belediging (art. 266 Wetboek van Strafrecht) is dus niet toegestaan. Ook moet aan de eisen van proportionaliteit en subsidiariteit zijn voldaan. Dit houdt in dat het gebruikte geweld in verhouding moet staan met het feit waartegen verdedigd wordt (proportionaliteit) en dat het lichtste middel gekozen moet worden (subsidiariteit).
3. Uitvoering van wettelijk voorschrift (art. 42 Wetboek van Strafrecht): Als iemand een feit pleegt in de uitvoering van een wettelijk voorschrift, is hij niet strafbaar.
4. Ambtelijk bevel (art. 43 lid 1 Wetboek van Strafrecht): Bijvoorbeeld iemand die op aanwijzing van een politieagent over de vluchtstrook moet rijden.

#### Schulduitsluitingsgronden
De schulduitsluitingsgronden stellen de dader centraal en nemen zijn/haar schuld weg. De schulduitsluitingsgronden zijn:
1. Psychische overmacht (art. 40 Wetboek van Strafrecht): De dader komt onder onverdraaglijke psychische druk te staan.
2. Noodweerexces (art. 41 lid 2 Wetboek van Strafrecht): Iemand handelt uit zelfverdediging maar gaat daarbij over wat te ver onder invloed van een 'hevige gemoedstoestand' zoals hevige angst of woede.
3. Onbevoegd gegeven ambtelijk bevel (art. 43 lid 2 Wetboek van Strafrecht): Een ondergeschikte meende te goeder trouw dat degene die het bevel gaf, bevoegd was.
4. Afwezigheid van alle schuld (avas): Deze schulduitsluitingsgrond is niet wettelijk vastgelegd en is ontstaan in het arrest van de Hoge Raad van 14 februari 1916 (NJ 1916, 681, W 9958), het zogeheten 'Melk en water-arrest'. Een melkhandelaar verkocht melk onder de benaming volle melk, maar verdunde het zonder medeweten van zijn knecht met water die het vervolgens als 'volle melk' verkocht. De melkhandelaar werd vervolgd wegens het doen plegen van deze overtreding van de toenmalige Algemene Plaatselijke Verordening van de gemeente Amsterdam en de knecht ging vrijuit. Schuld betekent hiermee dus verwijtbaarheid. Nu de knecht het niet verweten kon worden dat hij ten onrechte volle melk verkocht, had hij hieraan geen schuld.
Een recenter voorbeeld van afwezigheid van alle schuld (avas) ziet men terug in het arrest rondom een Justitiefolder (Hoge Raad 23 mei 1995, NJ 1995, 631): uit een voorlichtingsfolder van het Ministerie van Justitie bleek dat een bepaald type alarmpistool niet verboden was, welke de verdachte in zijn bezit had. Hij werd vervolgens ontslagen van alle rechtsvervolging omdat hij niet strafbaar was en hij werd dus niet veroordeeld. Er was hier sprake van rechtsdwaling.
5. Ontoerekeningsvatbaarheid (art. 39 Wetboek van Strafrecht): het gaat hier bijvoorbeeld om mensen met een geestesstoornis.

#### Strafuitsluitingsgronden en de rechtspersoon
Net zoals de natuurlijk persoon kan ook de rechtspersoon een beroep doen op een strafuitsluitingsgrond. Een beroep op afwezigheid van alle schuld (avas) is niet mogelijk als de strafbare gedraging staand beleid was binnen de rechtspersoon of wanneer de rechtspersoon eerder was aangeklaagd voor het betreffende strafbare feit en vervolging had voorkomen door middel van een schikking (transactie).

##### Strafuitsluitingsgronden bij opdrachtgevers en feitelijke leidinggevenden
De opdrachtgever of feitelijke leidinggevende kan eveneens een beroep doen op een strafuitsluitingsgrond. Een dergelijke situatie doet zich bijvoorbeeld voor als een leidinggevende zijn rechtspersoon fraude laat plegen om de financiële ondergang van het bedrijf te voorkomen met alle gevolgen van dien (massa-ontslag en eigen ontslag). In dat geval kan de leidinggevende een beroep doen op overmacht-noodtoestand als rechtvaardigingsgrond. Afhankelijk van het soort strafbare feit volgt bij honorering van dit verweer de einduitspraak 'ontslag van alle rechtsvervolging' (OVAR) of vrijspraak.

## Strafprocesrecht

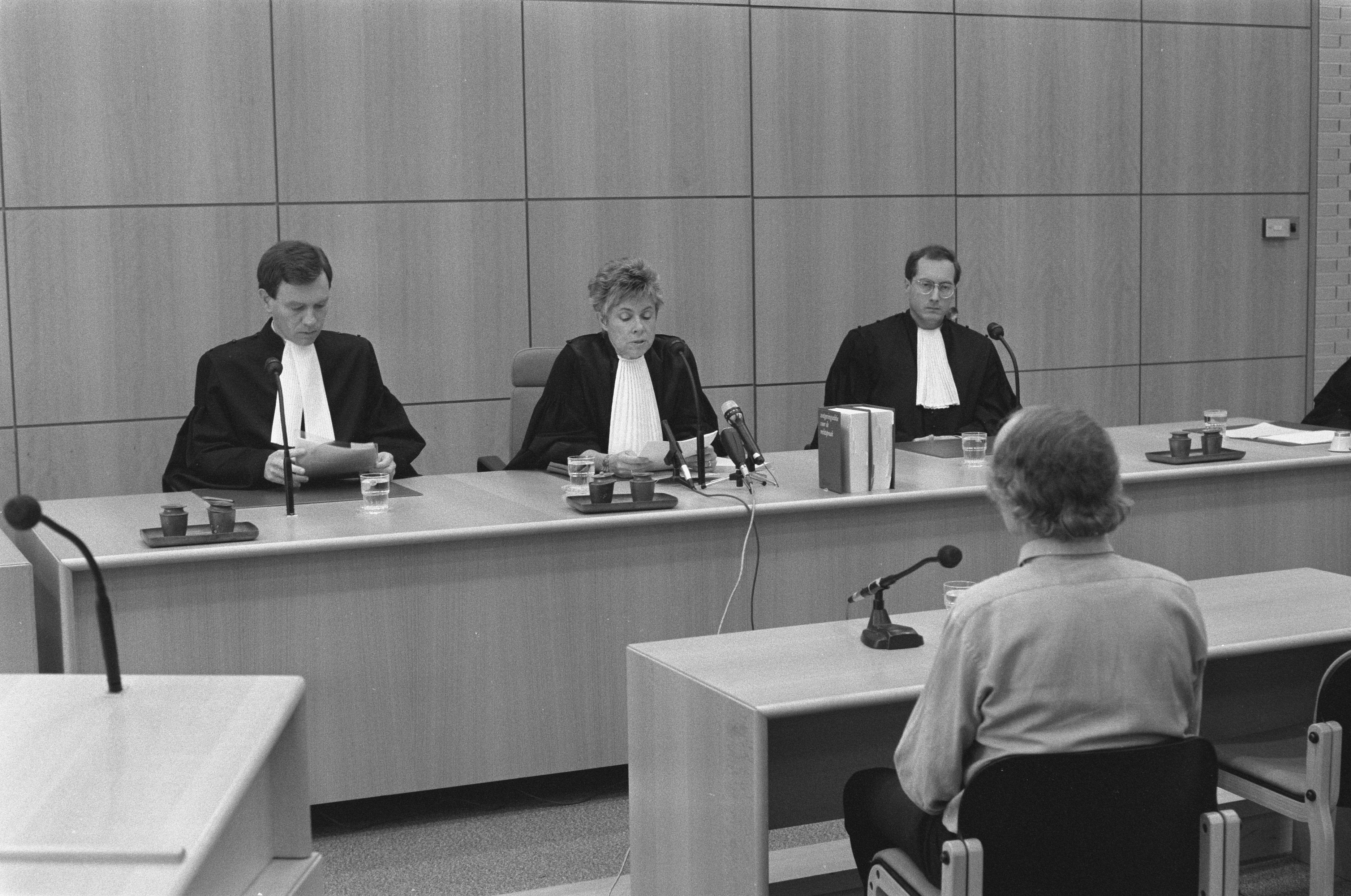
Rechtbank te Haarlem doet uitspraak in proces tegen Ferdi E.

Het strafprocesrecht wordt ook wel het formele strafrecht genoemd. De regels hiervoor staan met name in het Wetboek van Strafvordering. Zie ook Openbaar Ministerie.

### Hoofdpersonen in het strafrecht
In het strafrecht komen de volgende hoofdpersonen voor.

#### Het slachtoffer
Het slachtoffer van een strafbaar feit moet zo snel mogelijk aangifte doen bij de politie. De officier van justitie kan de zaak voorleggen aan de rechter. Vaak heeft het slachtoffer schade geleden. Hij kan proberen deze schade vergoed te krijgen door aan de officier van justitie te vragen zijn schade bij de rechter te claimen. Dit heet voegen. Een slachtoffer kan een voegingsformulier invullen om zijn vordering tot schadevergoeding in het proces mee te laten nemen.
Ook winkeliers maken hier gebruik van bij winkeldiefstal: ook als een winkelier de gestolen spullen terug heeft kan deze op basis van onrechtmatige daad een vergoeding claimen voor de tijd die hij/zij aan de aanhouding en afhandeling heeft moeten besteden, en daarnaast voor schade aan geopende verpakkingen, omver gelopen stellingen, e.d. Dit wordt ook wel gebruikt als stok achter de deur om een verdachte te bewegen een standaard schadevergoeding van € 181 plus de kosten van de bijkomende schade te betalen.
Het slachtoffer kan ook zelf een burgerlijk proces tegen de verdachte starten. Ook wanneer de rechter vindt dat behandeling van de claim van het slachtoffer het strafproces onredelijk zou vertragen, kan deze beslissen dat die claim in een civiele procedure moet worden ingebracht, en niet in de strafzaak wordt behandeld. Eventueel kan de rechter wel een voorschot toewijzen. Daarnaast kan een slachtoffer een eenmalige uitkering aanvragen bij het Schadefonds Geweldsmisdrijven.
Sinds 2005 hebben slachtoffers van de meer ernstige misdrijven het recht een verklaring af te leggen tijdens een strafzaak, dit heet het spreekrecht. Ouders van een minderjarig slachtoffer hebben dit niet, maar bij de Amsterdamse zedenzaak werd dit door sommigen wel bepleit. In de loop van 2016 is dit spreekrecht inmiddels verruimd.
De Eerste Kamer stemde in april 2016 in met een wetsvoorstel dat een zogeheten onbeperkt spreekrecht in de rechtszaal mogelijk maakt voor slachtoffers van ernstige misdrijven. Zij kunnen voortaan ook zeggen wat ze bijvoorbeeld vinden van de schuld van de verdachte(n) en wat de straf zou moeten worden. Voorheen mochten slachtoffers zich alleen uitlaten over wat het misdrijf voor hen persoonlijk betekende.
Deze verruiming maakt een einde aan de verschillen in de praktijk bij de rechtbanken; vaak werd aan slachtoffers wel ruimte gegeven om over de strafmaat te spreken, maar soms met een verwijzing naar de strikte bewoordingen van de huidige wet (en de oorspronkelijke bedoeling daarvan) niet. Ook komt het wetsvoorstel tegemoet aan een duidelijk gebleken behoefte van slachtoffers die hun hele verhaal op de terechtzitting willen doen.
Overigens blijft het slachtoffer procesdeelnemer en wordt hij geen zelfstandige procespartij zoals het OM en de verdachte(n) dat zijn.

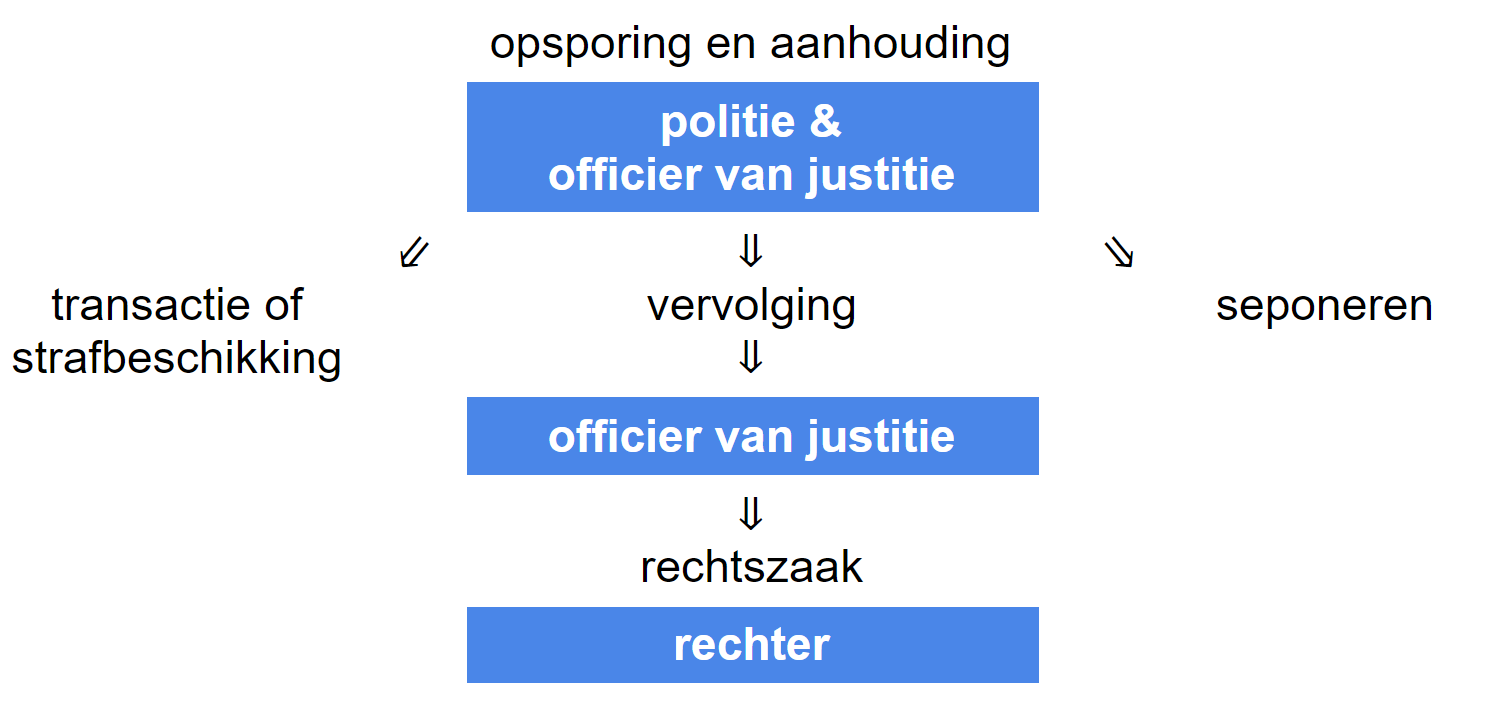
Wanneer er een misdrijf is gepleegd, verloopt de procedure volgens een vast patroon.

#### De politie
De politie maakt een verslag van de aangifte van een slachtoffer. Dat verslag heet een proces-verbaal. De politie doet ook zelf onderzoek om strafbare feiten op te sporen en bewijzen te verzamelen. Het proces-verbaal en eventuele bewijsstukken stuurt de politie door naar de officier van justitie. Deze bepaalt of hij een zaak aan de rechter wil voorleggen of niet. Hij moet er ook voor zorgen dat uitspraken van de strafrechter worden uitgevoerd. Zowel de politie als de officier van justitie kunnen dwangmiddelen toepassen. Bekende dwangmiddelen zijn bijvoorbeeld iemand fouilleren of vasthouden op het politiebureau. Zij moeten zich daarbij wel aan strenge regels houden. Die regels staan ook in de wet, met name in het Wetboek van Strafvordering en de Politiewet 2012. De rechter controleert of de regels wel goed worden toegepast.

#### De rechter-commissaris
Soms moet een officier van justitie een diepgaand onderzoek doen om een strafbaar feit te kunnen bewijzen. Hiervoor moet hij toestemming vragen aan de rechter-commissaris. Dat is de rechter die het onderzoek leidt. De rechter-commissaris kan speciale zware dwangmiddelen toepassen zoals het aftappen van een telefoon. Hij kan ook getuigen en deskundigen horen.

#### De strafrechter
Als de officier van justitie niet zelf een strafbeschikking uitvaardigt en besluit een zaak voor de strafrechter te brengen, dan komt er een zitting. De verdachte wordt opgeroepen door middel van een dagvaarding met daarin de tenlastelegging.

##### Formele vragen (art. 348 Wetboek van Strafvordering)
De strafrechter leidt het onderzoek ter terechtzitting. Eerst gaat hij na of aan alle formele eisen is voldaan (formele vragen). Deze staan ook vermeld in art. 348 Wetboek van Strafvordering. Al na de eerste ondervraging door de strafrechter en de cautie (in de zin van art. 273 Wetboek van Strafvordering) mag de verdachte of zijn advocaat een zogeheten preliminair verweer indienen om de nietigheid van de dagvaarding, onbevoegdheid van de rechtbank of niet-ontvankelijkheid van de officier van justitie aan te geven in de gevallen waarin dit zonder onderzoek van de zaak zelf kan blijken (art. 283 Wetboek van Strafvordering). Hierop kan de officier van justitie antwoord geven (art. 283 lid 2 Wetboek van Strafvordering).
1. Is de dagvaarding geldig? Of de dagvaarding geldig is, wordt beoordeeld aan de hand van art. 261 Wetboek van Strafvordering. Hierin staat precies vermeld welke gegevens de tenlastelegging (als onderdeel van de dagvaarding) moet bevatten. Het delict moet omschreven staan onder vermelding van de omstandigheden waaronder het is begaan. Verder moeten de tijd en plaats van het delict worden vermeld. Sinds de invoering van de Wet Vormverzuimen op 1 november 1996 moet ook de wettelijke strafbepaling waarop het strafbare feit betrekking heeft, worden vermeld in de tenlastelegging.
Als de dagvaarding niet geldig is, spreekt de rechter de nietigheid van de dagvaarding uit.
Daarnaast kunnen fouten in de betekening (uitreiking, art. 586 Wetboek van Strafvordering) van de dagvaarding leiden tot nietigheid van de dagvaarding: de betekening is dan nietig (art. 590 Wetboek van Strafvordering). De uitreiking van de dagvaarding gaat via de post (art. 587 Wetboek van Strafvordering).
Als een verdachte in een strafzaak gedetineerd is, geschiedt de uitreiking van de dagvaarding in persoon op het adres waar hij gedetineerd is (bijvoorbeeld het Huis van bewaring) (art. 588 lid 1 sub a Wetboek van Strafvordering).
Als de verdachte nog vrij rondloopt, geschiedt de uitreiking van de dagvaarding eveneens in persoon (art. 588 lid 1 sub b Wetboek van Strafvordering). De betekening vindt in eerste instantie plaats op het adres waar de verdachte staat ingeschreven in de Basisregistratie Personen (BRP) (art. 588 lid 1 onder b, sub 1 Wetboek van Strafvordering).
Als de verdachte geen BRP-adres (voorheen: GBA-adres) heeft, vindt de uitreiking van de dagvaarding plaats aan zijn (feitelijke) woon- of verblijfplaats (art. 588 lid 1 onder b, sub 2 Wetboek van Strafvordering).
En als de verdachte noch een BRP-adres noch een bekende (feitelijke) woon- of verblijfplaats heeft, vindt de uitreiking plaats aan een personeelslid van de griffie van de rechtbank (art. 588 lid 1 onder b, sub 3 Wetboek van Strafvordering). In dit geval wordt de dagvaarding per definitie niet in persoon uitgereikt.
Als de verdachte niet wordt aangetroffen op zijn BRP-adres of op zijn bekende (feitelijke) woon- of verblijfplaats, wordt de dagvaarding uitgereikt aan degene die zich op dat adres bevindt ('huisgenoot') en die zich bereid verklaart de dagvaarding meteen aan de verdachte te geven (art. 588 lid 3 aanhef en sub a Wetboek van Strafvordering).
Als op het BRP-adres of op de bekende (feitelijke) woon- of verblijfplaats niemand wordt aangetroffen, wordt een bericht van aankomst achterlaten en vindt uitreiking plaats op het postkantoor, hetzij aan de verdachte in persoon, hetzij aan een gemachtigde (art. 588 lid 3 aanhef en sub b Wetboek van Strafvordering). De uitreiking aan een door verdachte schriftelijk gemachtigde geldt als betekening in persoon.
Als de uitreiking van de dagvaarding dan nog niet heeft kunnen plaatsvinden, wordt de dagvaarding teruggestuurd naar het parket (Openbaar Ministerie) waar vervolgens de verificatie van het BRP-adres plaatsvindt (art. 588 lid 3 aanhef en sub c vervolg eerste zin Wetboek van Strafvordering). Als bij controle blijkt, dat het alsnog het juiste BRP-adres is, wordt de dagvaarding uitgereikt aan het personeelslid van de griffie van de rechtbank en op dat moment wordt de dagvaarding dus betekend. De griffie zendt de dagvaarding vervolgens meteen per gewone post naar het geverifieerde BRP-adres (art. 588 lid 3 aanhef en sub c, tweede en derde zin Wetboek van Strafvordering).
Als uit de verificatie van het BRP-adres echter blijkt, dat het niet het juiste BRP-adres was, moet de uitreiking van de dagvaarding weer opnieuw geschieden.
2. Is de zaak aangebracht voor de juiste rechter? Dit gaat over de absolute en relatieve competentie van de strafrechter. De absolute competentie betekent welk soort gerecht bevoegd is (bijvoorbeeld kantonrechter of arrondissementsrechtbank) en de relatieve competentie gaat over de vraag waar het bevoegde gerecht gevestigd is.
Met betrekking tot de absolute competentie geldt dat de rechtbanken in eerste aanleg kennisnemen van alle strafzaken, behalve bij de wettelijk bepaalde uitzonderingen (art. 45 lid 1 Wet op de rechterlijke organisatie). Bij de rechtbanken geldt, dat ze relatief bevoegd zijn als het strafbare feit binnen hun gebied is gepleegd of wanneer de verdachte zich in hun gebied bevindt, daar woont of verblijft, of daar zijn laatst bekende woon- of verblijfplaats heeft gehad (art. 2 Wetboek van Strafvordering).
3. Zijn er geen redenen waarom deze zaak eigenlijk niet had mogen worden voorgelegd, met andere woorden: is het Openbaar Ministerie ontvankelijk? Bij verjaring (art. 70 Wetboek van Strafrecht) is het Openbaar Ministerie niet-ontvankelijk.
Ook als de verdachte al eerder onherroepelijk is veroordeeld door een strafrechter, mag hij niet voor de tweede keer voor ditzelfde feit worden veroordeeld. Men spreekt dan van de Latijnse term ne bis in idem (art. 68 Wetboek van Strafrecht).
Niet-ontvankelijkheid van het O.M. wordt ook vaak uitgesproken als er sprake is geweest van een schikking (transactie) (art. 74 en volgende Wetboek van Strafrecht).
Een andere belangrijke reden waardoor het O.M. niet-ontvankelijk kan worden verklaard, is het gebruik van ongeoorloofde opsporingsmethodes door de opsporingsambtenaren. Een bekend voorbeeld hiervan zien we in het Zwolsman-arrest van de Hoge Raad van 19 december 1995, NJ 1996, 249.
Wanneer de redelijke termijn van het proces is overschreden in de zin van art. 6 lid 1 EVRM, kon de strafrechter uitspreken dat het O.M. niet-ontvankelijk is. Sinds 2008 heeft de Hoge Raad besloten dat een schending van de redelijke termijn, niet kan leiden tot niet-ontvankelijkheid van het O.M. Het kan enkel nog leiden tot strafvermindering.
Verder is het O.M. niet-ontvankelijk als de verdachte is overleden (art. 69 Wetboek van Strafrecht) en wanneer de verdachte nog niet de leeftijd van 12 jaren had bereikt toen hij/zij het feit pleegde (art. 486 Wetboek van Strafvordering).
Naast de bovengenoemde wettelijke gronden van niet-ontvankelijkheid van het Openbaar Ministerie, zijn er de volgende ongeschreven gronden:
1. Het vertrouwensbeginsel: Als door een strafvorderlijk verantwoordelijke instantie een toezegging wordt gedaan aan een verdachte en deze belofte niet wordt nagekomen, is het Openbaar Ministerie niet-ontvankelijk.
2. Het gelijkheidsbeginsel: Dit beginsel is gebaseerd op art. 1 van de Grondwet dat gericht is tot beleidvoerende overheidsorganen waaronder ook het Openbaar Ministerie. Een bekend voorbeeld hiervan is het Tuindersfraudearrest van 22 oktober 1991 (NJ 1992, 282) waarin de Officier van Justitie afweek van het beleid en één tuinder wel vervolgde voor belastingfraude en de andere tuinders niet werden vervolgd.
3. Zuiverheid van oogmerk/misbruik van recht: Een voorbeeld van misbruik van recht door het Openbaar Ministerie is, wanneer een Officier van Justitie snel een dagvaarding laat betekenen uitsluitend om een naderende verjaring te stuiten en deze dagvaarding vervolgens weer intrekt. Het Openbaar Ministerie is in een dergelijk niet-ontvankelijk.
4. Het beginsel van een redelijke en billijke belangenafweging: het Openbaar Ministerie maakt op grond van art. 167 Wetboek van Strafvordering al een belangenafweging en kan zelfs om redenen van algemeen belang van vervolging afzien (art. 167 lid 2 Wetboek van Strafvordering). Als alle feiten en omstandigheden aan de orde zijn geweest en het vervolgens op z'n minst verbazing wekt dat het Openbaar Ministerie niet van vervolging afziet. Dit wordt in belangrijke mate bepaald door de feitenrechter(s) en niet door de Hoge Raad der Nederlanden.

4. Is er reden om de zaak te schorsen? De redenen van schorsing staan vermeld vanaf art. 14 Wetboek van Strafvordering. Zo kan de strafrechter de vervolging schorsen als de behandeling afhangt van een geschilpunt op het gebied van civiel recht (art. 14 lid 1 Wetboek van Strafvordering). Ook kan de vervolging geschorst worden als de verdachte krankzinnig is geworden (art. 16 Wetboek van Strafvordering).

###### Uitdrukkelijk voorgedragen verweren (art. 358 lid 3-verweren)
Wanneer de verdachte, al dan niet via zijn advocaat, tevergeefs (via een uitdrukkelijk voorgedragen verweer) ter terechtzitting een beroep doet op het ontbreken van één of meer van de vier bovengenoemde (formele) vereisten, dus wanneer de verdachte bijvoorbeeld de geldigheid van de dagvaarding of de bevoegdheid van de rechter betwist, dan is de rechter verplicht om in zijn schriftelijke uitspraak (vonnis of arrest) een beslissing op het verweer op te nemen (art. 358 lid 3 Wetboek van Strafvordering). Deze beslissing moet door de rechter in zijn vonnis worden gemotiveerd (art. 359 lid 2 eerste volzin Wetboek van Strafvordering).
Wanneer de rechter ten onrechte een uitdrukkelijk voorgedragen verweer verwerpt, zonder daar een afzonderlijke beslissing op te nemen, of zonder deze beslissing te motiveren, dan levert dat een grond op voor nietigheid van het vonnis (art. 358 lid 5 en art. 359 lid 8 Wetboek van Strafvordering). Hierop geldt echter één uitzondering, namelijk als er een preliminair verweer over de formele vereisten (artikel 283 Wetboek van Strafvordering) is gevoerd. De rechter neemt dan direct, tijdens het proces, een beslissing die dan in het proces-verbaal van de zitting wordt opgenomen. De beslissing op, en motivering van, de verwerping hoeft dan niet nog eens in de schriftelijke uitspraak (vonnis of arrest) worden opgenomen.

##### Materiële vragen (art. 350 Wetboek van Strafvordering)
Pas als alles in orde is geweest, gaat de rechter de zaak inhoudelijk beoordelen. Hij moet daarbij de volgende (materiële) vragen beantwoorden, die in art. 350 Wetboek van Strafvordering vermeld staan:
1. Is het ten laste gelegde bewezen? Het strafbare feit moet wettig en overtuigend bewezen zijn (art. 338 Wetboek van Strafvordering). De wettige bewijsmiddelen staan vermeld vanaf art. 339 van het Wetboek van Strafvordering. Belangrijk hierbij is dat de bekentenis van de verdachte niet als enig bewijs mag dienen (art. 341 lid 4 Wetboek van Strafvordering). Kan het feit niet worden bewezen, dan volgt vrijspraak (art. 352 lid 1 Wetboek van Strafvordering).
De einduitspraak vrijspraak volgt eveneens in de situatie wanneer de delictsomschrijving de term 'wederrechtelijk' letterlijk vermeldt (bijvoorbeeld wederrechtelijke vrijheidsberoving), hiermee dus bestanddeel wordt en er sprake is van een rechtvaardigingsgrond. Deze tast dan de delictsomschrijving zodanig aan, dat het ten laste gelegde niet meer kan worden bewezen en er vrijspraak volgt. Zie hierna onder punt 2.
Dit geldt ook wanneer het om een zogeheten 'schulddelict' gaat zoals dood door schuld en er sprake is van een schulduitsluitingsgrond. Schuld is dan een bestanddeel van de delictsomschrijving en dit bestanddeel wordt dan zodanig aangetast door de schulduitsluitingsgrond, dat het ten laste gelegde niet meer kan worden bewezen verklaard en er vrijspraak volgt. Zie hierna onder punt 3.
2. Is het bewezen verklaarde strafbaar? Als de strafrechter heeft geconstateerd dat het feit wettig en overtuigend bewezen is, controleert hij vervolgens of het feit strafbaar is. Hiervan is geen sprake als het feit niet te kwalificeren is als strafbaar en het niet volledig aan de delictsomschrijving van het betreffende delict voldoet.
Een andere reden dat het feit niet strafbaar is, is dat de overtreden regel onverbindend is wegens bijvoorbeeld strijdigheid met een 'hogere regel' van een hoger wetgevend orgaan of algemeen rechtsbeginsel.
Ten slotte kan het feit niet strafbaar zijn wegens aanwezigheid van een rechtvaardigingsgrond, die de wederrechtelijkheid en daarmee de strafbaarheid van het feit wegneemt.
Als de rechter van oordeel is dat het feit niet strafbaar is, spreekt hij ontslag van alle rechtsvervolging (OVAR) wegens niet-strafbaarheid feit uit.
Let op: de rechter spreekt alleen 'ontslag van alle rechtsvervolging wegens niet-strafbaarheid feit' uit, wanneer de term 'wederrechtelijkheid' geen onderdeel uitmaakt van de delictsomschrijving en dus geen bestanddeel is maar een element van het strafbare feit. Staat het woord 'wederrechtelijkheid' wel letterlijk in de delictsomschrijving, dan volgt vrijspraak (zie eerste materiële vraag).
3. Is de verdachte strafbaar? Als het feit bewezen is en de strafrechter van oordeel is dat het feit ook strafbaar is, controleert hij of de dader strafbaar is. De dader is niet strafbaar als er sprake is van een schulduitsluitingsgrond. Als de rechter van oordeel is dat de dader niet strafbaar is, spreekt hij ontslag van alle rechtsvervolging (OVAR) wegens niet-strafbaarheid dader (art. 352 lid 2 Wetboek van Strafvordering) uit.
Let op: de rechter spreekt alleen 'ontslag van alle rechtsvervolging wegens niet-strafbaarheid dader' uit als de term 'schuld' niet letterlijk in de delictsomschrijving staat en geen bestanddeel is maar een element. Staat het woord 'schuld' wel in de delictsomschrijving, dan is het wel een bestanddeel, en dan volgt vrijspraak, omdat het feit dan niet kan worden bewezen (zie eerste materiële vraag).
4. Welke straf moet worden opgelegd? Dit is de veroordeling. In art. 9 van het Wetboek van Strafrecht staan de straffen die de rechter kan opleggen bij een veroordeling. Ook kan hij uitspreking dat de verdachte wel strafbaar is maar dat hij hem geen straf oplegt vanwege de geringe ernst van het strafbare feit, de persoonlijkheid van de dader of de omstandigheden waaronder het feit is begaan (art. 9a Wetboek van Strafrecht).
Als de rechter een straf heeft bepaald, bepaalt hij vervolgens de strafmaat (de hoogte van de straf).
De officier van justitie (OvJ) kan getuigen en deskundigen oproepen om op de zitting verklaringen af te leggen over de feiten en/of de verdachte. De verdachte en zijn advocaat kunnen de officier van justitie vragen om oproeping van getuigen en deskundigen Als zo'n verzoek tijdig is gedaan, is de officier van justitie verplicht daaraan te voldoen, tenzij duidelijk is, dat de gevraagde getuigen of deskundigen niets relevants kunnen bijdragen.
De rechter spreekt direct na de zitting of uiterlijk veertien dagen daarna het vonnis uit.

###### Uitdrukkelijk voorgedragen verweren (art. 358 lid 3-verweren)
Wanneer de verdachte, al dan niet via zijn advocaat, tevergeefs (via een uitdrukkelijk voorgedragen verweer) ter terechtzitting een beroep doet op het ontbreken van een van de twee van de bovengenoemde (materiële) vereisten: strafbaarheid van het gepleegde feit (nr. 2) of strafbaarheid van de dader (nr. 3), dan is de rechter verplicht in zijn schriftelijke uitspraak (vonnis of arrest) een beslissing op het verweer te nemen (art. 358 lid 3 Wetboek van Strafvordering). Dit geldt ook als er tevergeefs een beroep wordt gedaan op een wettelijke strafverminderingsgrond, zoals dat er sprake zou zijn van een voortgezette strafbare handeling (art. 56 Wetboek van Strafrecht), of van een strafvermindering voor de moeder bij het te vondeling leggen van haar kind (onder de zeven jaar), of het verlaten van haar kind (art. 259 Wetboek van Strafrecht). Deze beslissing moet door de rechter in zijn vonnis worden gemotiveerd (art. 359 lid 2 eerste volzin Wetboek van Strafvordering).
Bewijsverweren (gericht op de eerste materiële vraag) en verweren rondom de straftoemeting (gericht op de vierde en laatste materiële vraag), vallen niet onder de reikwijdte van artikel 358 lid 3. De rechter hoeft op grond van dit artikel dus niet gemotiveerd te beslissen op de verwerping van zo een verweer. De gedachte hierachter was dat de verwerping reeds besloten lag in de gebruikte bewijsmiddelen in het vonnis. Sinds 1 januari 2006 kunnen dergelijke verweren echter vallen onder artikel 359 lid 2 tweede volzin, de wet spreekt dan over een uitdrukkelijk onderbouwd standpunt. Als dit het geval is moet de rechter wel motiveren waarom hij een dergelijk standpunt heeft verworpen.
Wanneer de rechter ten onrechte een uitdrukkelijk voorgedragen verweer verwerpt, zonder daar een afzonderlijke beslissing op te nemen, of zonder deze beslissing te motiveren, dan levert dat een grond op voor nietigheid van het vonnis (art. 358 lid 5 en art. 359 lid 8 Wetboek van Strafvordering).

#### De verdachte en zijn advocaat
Als de politie of de officier van justitie een redelijk vermoeden heeft dat iemand een strafbaar feit heeft gepleegd, dan spreken we over een verdachte. Een verdachte is nog geen dader. Onder 'dader' wordt verstaan degene die een strafbaar feit heeft gepleegd, en het strafproces dient er juist toe vast te stellen of de verdachte dat heeft gedaan. Wie wordt verdacht van een strafbaar feit, doet er over het algemeen verstandig aan een advocaat in te schakelen. De advocaat (in dit verband vaak raadsman (raadsvrouw) genoemd), verdedigt de rechten van de verdachten tegenover politie en justitie en verdedigt de verdachte op de zitting. Iedereen heeft het recht zich te laten bijstaan door een advocaat. Wie zelf geen advocaat kan betalen, krijgt een advocaat toegewezen door de Raad voor Rechtsbijstand. Dit wordt gesubsidieerd door diezelfde, zodat het geen kosten heeft voor de verdachte.

#### De getuige
Een getuige is iemand die iets kan vertellen over een bepaalde strafzaak. Dat kan bijvoorbeeld iemand zijn die een belangrijke verdachte heeft gezien. Een getuige die ten nadele van de verdachte verklaard heeft noemt men een getuige à charge. Zij leggen meestal een belastende verklaring af voor de verdachte. Getuigen die ontlastend verklaren voor de verdachte worden getuige à décharge genoemd.

#### De straf (veroordeling)
De rechter heeft bij de straftoemeting een grote vrijheid en daarom is de motivering van de straf zo belangrijk. Dit blijkt uit het feit dat de rechter verplicht is de wettelijke voorschriften die van toepassing zijn, te vermelden bij de strafoplegging (art. 358 lid 4 Wetboek van Strafvordering). Er wordt in het strafrecht verschil gemaakt tussen het reguliere strafrecht en jeugdstrafrecht. De aard van straffen die worden gegeven aan minderjarigen zijn gericht dat de persoon leert van haar fouten. De maximale duur van de straffen is lager dan bij het reguliere strafrecht. Minderjarigen tot 16 jaar kunnen bijvoorbeeld maximaal één jaar jeugddetentie krijgen.

### De reclassering
De reclassering helpt mensen die met het strafrecht in aanraking komen. Op verzoek van de rechter onderzoeken medewerkers van de reclassering bijvoorbeeld hoe een verdachte woont, of hij werkt en of hij familie heeft. Soms bemiddelt de reclassering tussen dader en slachtoffer. Zij begeleidt verder mensen die door de rechter zijn veroordeeld.

## Procedure in het strafrecht
Degene die in een strafproces is verwikkeld, krijgt vaak met verschillende rechterlijke instanties te maken. In Nederland houden drie instanties zich met strafrechtprocedures bezig:
- de rechtbank (waartoe ook behoort de kantonrechter);
- het gerechtshof;
- de Hoge Raad.

Lang niet alle strafzaken worden aan de rechter voorgelegd: in het strafrecht bestaan ook andere procedures. De politie kan sommige zaken bijvoorbeeld zelf helemaal afhandelen. Dat kan ook de officier van justitie.

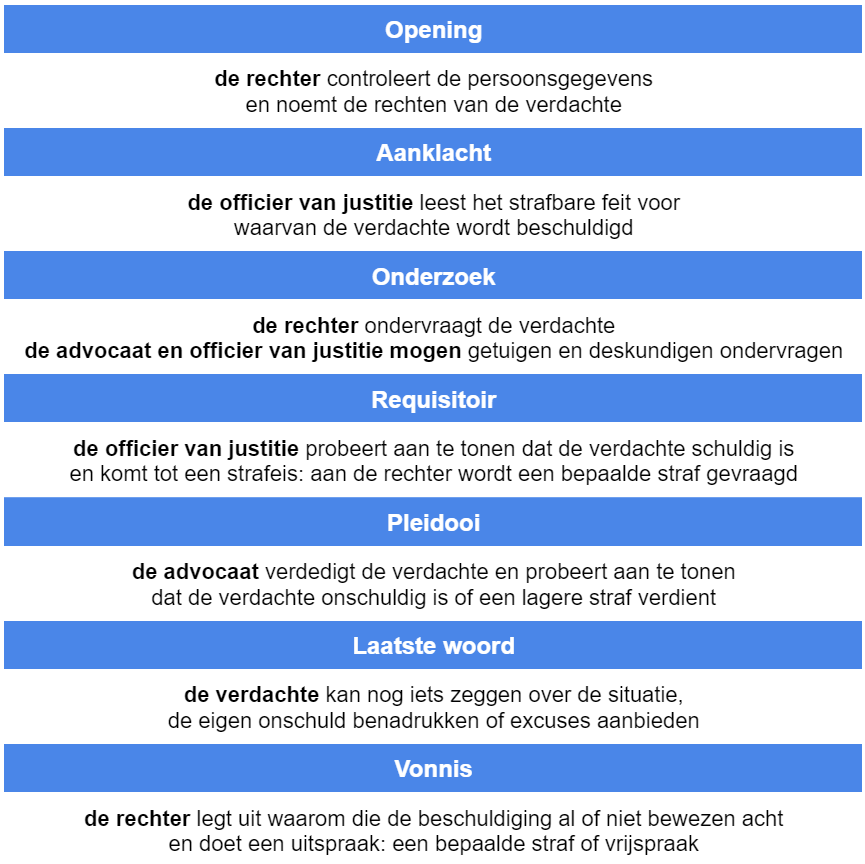
Het verloop van een rechtszaak in zeven stappen beschreven.

## De rechtbank
Alle strafzaken waarbij de rechter betrokken wordt worden in eerste instantie behandeld door de rechtbank. Er zijn dan drie mogelijkheden.

### Kantonrechter
De sector kanton van de rechtbank (de kantonrechter) behandelt alleen overtredingen en een misdrijf stroperij. Vaak gaat het om zaken waarin de politie of de officier van justitie een schikkingsvoorstel heeft gedaan. Als de verdachte niet op zo’n voorstel ingaat, komt de zaak bij de kantonrechter. De verdachte ontvangt dan een dagvaarding waarin precies staat waarvan hij wordt verdacht.
Behalve door dagvaarding, kan de verdachte ook op andere wijze bij de kantonrechter ontboden worden en wel door oproeping. Een oproeping wordt uitgereikt door de verbalisant die de verdachte bij het feit heeft geverbaliseerd. Een oproeping wordt ingevuld op de mini-bon die de verdachte van de verbalisant ontvangt. De overhandiging van deze mini-bon geldt dan als uitreiking van de oproeping. De weigering van de verdachte om de mini-bon in ontvangst te nemen wordt eveneens als uitreiking beschouwd. Daarvan moet door de verbalisant dan wel melding worden gemaakt.
Oproeping kan enkel bij de kantonrechter en niet voor alle feiten. Er zijn voorts nog enkele regels aan gebonden, waarvan misschien wel de belangrijkste is dat een oproeping enkel kan worden uitgereikt wanneer de verdachte door de verbalisant op heterdaad wordt betrapt.
De oproeping maakt voor een verdachte nog altijd niet duidelijk waarvan hij/zij wordt verdacht. Het Openbaar Ministerie verzendt daarom standaard aan de verdachte voorafgaand aan de zitting een op een dagvaarding lijkend document; de aanvulling/verbetering oproeping. Dit document heeft vanaf dat moment dezelfde werking als een dagvaarding zou hebben gehad; het is de grondslag van het geding voor de kantonrechter.
Oproepingen worden doorgaans uitgereikt aan verdachten waarvan de politie vermoedt dat zij moeilijk traceerbaar zullen zijn en derhalve misschien geen dagvaarding zouden kunnen ontvangen. Denk hierbij aan mensen zonder vaste woon- of verblijfplaats of aan buitenlandse toeristen. Zo bezien is het oproepingsysteem in het belang van de (rechtsbescherming van) de verdachte. Toch wordt ook aan 'reguliere' verdachten regelmatig een oproeping uitgereikt.
Oproepingen worden voorts ook vaak ingetrokken, in de meeste gevallen omdat het Openbaar Ministerie er niet in slaagt de zaak op tijd rond te krijgen voor de zittingsdatum. De verdachte krijgt daarvan schriftelijk bericht, onder toezegging dat hij/zij t.z.t. een dagvaarding zal ontvangen.
Ook in een oproepingszaak kan de verdachte nog schikkingsvoorstellen ontvangen.
Kantonrechterzittingen zijn vaak 'bulkzittingen'. In sommige arrondissementen is het gebruikelijk dat meer dan 100 verdachten op de zittingslijst staan (dat wil zeggen gedagvaard of opgeroepen zijn om op die dag voor de kantonrechter te verschijnen) Omdat het merendeel van de verdachten niet verschijnt ter zitting, levert dit doorgaans geen grote problemen op. Maar incidenteel kan zulks natuurlijk wel leiden tot een extreem lange zitting, met lange wachttijden voor de verdachten als gevolg.
Anders dan bij de politierechter en meervoudige kamer worden de verdachten bij de kantonrechter meestal niet een voor een naar binnen geroepen. Alle verschenen verdachten moeten gewoon in de zittingzaal plaatsnemen, nadat zij zich hebben gemeld bij de deurwaarder in de zittingzaal. De deurwaarder roept vervolgens de naam van de partij welke aan de beurt is.
Ter zitting zal de kantonrechter eerstens de personalia van de verschenen persoon controleren. Vervolgens dient de verdachte te worden gewezen op zijn of haar zwijgrecht (de cautie) en vaak benadrukken rechters ook dat de verdachte goed moet opletten wat er gebeurt.
Anders dan bij de politierechter en de meervoudige kamer, draagt de officier van justitie de zaak bij de kantonrechter niet voor (wat eigenlijk neerkomt op het voorlezen van de dagvaarding). De kantonrechter deelt de verdachte simpelweg mede waarvan hij/zij wordt verdacht.
De rechter onderzoekt op de zitting of de verdachte veroordeeld dient te worden of niet, en zo ja, welke straf dient te worden opgelegd. De officier van justitie geeft zijn of haar mening over de zaak en vordert de op te leggen straf in het requisitoir. De verdachte kan zich tegen de beschuldiging(en) verdedigen en mag daarbij zelfs liegen.
Op straffe van nietigheid van het geding mag de verdachte altijd als laatste nog iets zeggen (laatste woord). De kantonrechter sluit vervolgens het onderzoek ter terechtzitting en doet dan meestal direct mondeling uitspraak. Tegen de meeste uitspraken is hoger beroep mogelijk bij het gerechtshof.
Niet-kantonzaken (sommige overtredingen en alle misdrijven, behalve stroperij) komen voor de politierechter of de meervoudige strafkamer van de rechtbank.

### Politierechter en meervoudige kamer
Eenvoudige zaken worden door één rechter behandeld, de politierechter genoemd. Het Openbaar Ministerie bepaalt zelf of het een zaak bij de politierechter of bij de meervoudige kamer aanbrengt. De politierechter kan tot één jaar gevangenisstraf opleggen en doet meestal meteen mondeling uitspraak. Moeilijkere of zwaardere zaken worden door drie rechters bekeken. Ook nu komt eerst de officier van justitie aan het woord en daarna de verdachte of diens advocaat. De rechters bij de rechtbank doen veertien dagen na de zitting uitspraak. Tegen die uitspraken is in principe hoger beroep mogelijk bij het gerechtshof. Bij de rechtbank werkt een aantal gespecialiseerde rechters. De economische politierechter houdt zich bezig met economische vergrijpen, bijvoorbeeld overtreding van de Winkelsluitingswet of de Warenwet. De kinderrechter behandelt zaken waarin kinderen worden verdacht van het plegen van strafbare feiten. Daarnaast zetelt in Arnhem de militaire kamer die zaken behandelt waarbij de verdachte militair is, of was tijdens het begaan van het feit.
De politierechter kan een zaak naar de meervoudige kamer verwijzen indien hij de zaak te zwaar vindt voor behandeling door de politierechter. De meervoudige kamer kan zaken naar de politierechter verwijzen.

## Het gerechtshof
De raadsheren van het gerechtshof behandelen in het algemeen alleen zaken in hoger beroep. Zij bekijken nog eens wat er precies is gebeurd en luisteren opnieuw naar de verhalen van het Openbaar Ministerie en de verdachte. Het gerechtshof hoeft geen rekening te houden met de uitspraak van de rechtbank. Iemand die in eerste instantie is veroordeeld, kan dus worden vrijgesproken, maar ook een hogere straf krijgen.

## De Hoge Raad
Partijen die het niet eens zijn met een uitspraak kunnen bij de Hoge Raad in cassatie gaan. De raadsheren van de Hoge Raad kijken dan niet opnieuw naar de feiten van een strafzaak, maar onderzoeken alleen of de lagere rechter (zoals het gerechtshof) alle rechtsregels goed heeft toegepast. Als dat niet zo is, casseert de Hoge Raad dat wil zeggen vernietigt hij de beslissing en kan hij een andere rechter aanwijzen, die dan opnieuw naar de zaak moet kijken met inachtneming van de uitspraak van de Hoge Raad.

## Alternatieve procedures
Zowel de politie als de officier van justitie kunnen in bepaalde gevallen de zaak zelf af te handelen. De verdachte en het slachtoffer kunnen soms ook samen een afspraak maken over de manier waarop de zaak moet worden afgehandeld. We noemen dit ‘dading’. Bij sommige strafbare feiten, bijvoorbeeld bij voetbalvandalisme, wordt vaak snelrecht toegepast. Dat betekent dat de verdachten binnen een paar dagen voor de rechter moeten verschijnen en hun eventuele straf meteen moeten uitzitten. We praten in deze gevallen over lik-op-stukbeleid.

## Beslissing van de rechter
Een rechter kan in een strafzaak verschillende beslissingen nemen. Als niet wettig en overtuigend bewezen is dat de verdachte het ten laste gelegde feit heeft gepleegd, wordt de verdachte vrijgesproken. Is het ten laste gelegde feit wel bewezen, maar is het niet strafbaar, of is de verdachte niet strafbaar omdat hij bijvoorbeeld uit noodweer heeft gehandeld of omdat hij ontoerekeningsvatbaar is, dan wordt de verdachte ontslagen van alle rechtsvervolging. Als de rechter vindt dat iemand wel schuldig is en daarvoor ook moet worden gestraft, dan kan hij verschillende soorten straffen opleggen. Hij kan een gevangenisstraf of een geldboete opleggen of iemand veroordelen tot een taakstraf. Een taakstraf betekent dat een dader een tijd onbetaald werk moet doen. Als de rechter vindt dat iemand schuldig is maar geen straf verdient kan hij die persoon schuldig verklaren zonder oplegging van straf. In de wet staat bij elk strafbaar feit welke straf een rechter maximaal op kan leggen. Een rechter kan verder onvoorwaardelijk of voorwaardelijk straffen. Onvoorwaardelijk betekent dat iemand meteen zijn straf moet ondergaan. Voorwaardelijk betekent dat de straf niet ten uitvoer wordt gelegd, tenzij de veroordeelde binnen een proeftijd opnieuw een delict begaat. In dat geval kan de officier van justitie de tenuitvoerlegging van de voorwaardelijke straf vorderen. Hierover beslist opnieuw de rechtbank, meestal tegelijk met de berechting van het nieuwe delict. Daarnaast kunnen aan een voorwaardelijke straf bijzondere voorwaarden worden verbonden, bijvoorbeeld dat de veroordeelde zich aan de aanwijzingen van de Reclassering houdt. Indien de veroordeelde zich niet aan de bijzondere voorwaarde(n) houdt kan de officier eveneens de tenuitvoerlegging vorderen. Naast straffen kent Nederland ook zogenaamde maatregelen. Voorbeelden van maatregelen zijn ontzegging van de rijbevoegdheid en de terbeschikkingstelling (tbs).